# Rhamnella franguloides
Rhamnella franguloides är en brakvedsväxtart som först beskrevs av Carl Maximowicz, och fick sitt nu gällande namn av Weberbauer. Rhamnella franguloides ingår i släktet Rhamnella och familjen brakvedsväxter. Utöver nominatformen finns också underarten R. f. inaequilatera.